# 西武球場前站
西武球場前站（日语：／ Seibu-kyūjō-mae eki */?）是一個位於埼玉縣所澤市上山口，屬於西武鐵道的鐵路車站。

## 概要
引入車站編號時狹山線與山口線各自設定，狹山線是SI41、山口線是SY03。

## 車站結構
狹山線月台是港灣式月台，月台頭端設有站舍、公廁以及閘口。
山口線月台是島式月台1面2線，在南面與狹山線月台鄰接。而此站東側是山口線的車庫山口車輛基地。
2012年度廁所進行改建工程，年末完工。

### 月台配置
| 月台 | 路線                | 目的地                               |
| ---- | ------------------- | ------------------------------------ |
| 1－6 | 狹山線              | 西所澤、所澤、池袋、新木場、橫濱方向 |
| 7、8 | 山口線（Leo Liner） | 西武園遊園地、多摩湖方向             |

## 使用情況
2016年度1日平均上下車人次為9,575人，西武鐵道全部92個車站當中排行第66位。
由於本站是距離西武巨蛋最近的車站，因此職業棒球比賽和埼玉西武獅贊助的音樂會等活動舉辦時非常擁擠。 另一方面，在職業棒球的休賽期和沒有賽事的時候，車站乘客稀少、顯得安靜。因此，每天上下車的平均人數受到有無比賽和活動的極大影響。
| 年度               | 1日平均 上下車人次 （狹山線） | 1日平均 上下車人次 （山口線） |
| ------------------ | ----------------------------- | ----------------------------- |
| 2002年（平成14年） | 8,334                         | 8,334                         |
| 2003年（平成15年） | 6,278                         | 1,504                         |
| 2004年（平成16年） | 6,676                         | 1,606                         |
| 2005年（平成17年） | 6,274                         | 1,523                         |
| 2006年（平成18年） | 6,388                         | 1,582                         |
| 2007年（平成19年） | 5,999                         | 1,605                         |
| 2008年（平成20年） | 6,305                         | 1,670                         |
| 2009年（平成21年） | 6,832                         | 1,733                         |
| 2010年（平成22年） | 7,489                         | 1,234                         |
| 2011年（平成23年） | 7,995                         | 1,361                         |
| 2012年（平成24年） | 9,038                         | 1,442                         |
| 2013年（平成25年） | 9,158                         | 1,511                         |
| 2014年（平成26年） | 8,543                         | 1,421                         |
| 2015年（平成27年） | 8,852                         | 1,434                         |
| 2016年（平成28年） | 9,575                         | 9,575                         |

## 相鄰車站
西武鐵道
 狹山線
- ■臨時特急「巨蛋」始發、終到站

■急行、■快速、■準急、■各站停車（急行與快速只限舉辦棒球比賽時運行）
下山口（SI40）－西武球場前（SI41）
 山口線
西武園遊園地（SY02）－（東中峯信號場）－西武球場前（SY03）

## 延伸閱讀
『鉄道ピクトリアル』 鉄道図書刊行会
- 益井茂夫 「私鉄車両めぐり(39) 西武鉄道 1」 1960年6月（通巻107）号 pp.41 - 48
- 中川浩一 「私鉄高速電車発達史 17」 1968年5月（通巻209）号 pp.35 - 38
- 中川浩一 「私鉄高速電車発達史 21」1969年3月（通巻221）号 pp.39 - 42
- 中川浩一 「西武鉄道の系譜」 1969年11月（通巻230）号 pp.19 - 23
- 青木栄一 「西武鉄道のあゆみ - その路線網の拡大と地域開発」 1992年5月（通巻560）号 pp.97 - 115
- 益井茂夫 「西武鉄道 線路・駅の移り変わり」 1992年5月（通巻560）号 pp.136 - 149
- 小松丘 「西武鉄道の『廃』をさぐる」 2002年4月（通巻716）号 pp.147 - 159

## 外部連結
- 西武球場前 - 西武鐵道